# Cristóbal Colón, Sabanilla
Cristóbal Colón är en ort i Mexiko.   Den ligger i kommunen Sabanilla och delstaten Chiapas, i den sydöstra delen av landet, 700 km öster om huvudstaden Mexico City. Cristóbal Colón ligger 511 meter över havet och antalet invånare är 1 000.
Terrängen runt Cristóbal Colón är bergig åt sydost, men åt nordväst är den kuperad. Runt Cristóbal Colón är det ganska tätbefolkat, med 93 invånare per kvadratkilometer. Närmaste större samhälle är Simojovel de Allende, 17,2 km söder om Cristóbal Colón. I omgivningarna runt Cristóbal Colón växer i huvudsak städsegrön lövskog.